# Верхнеиткулово
Верхнеиткулово (баш. Үрге Этҡол) — село в Ишимбайском районе Башкортостана, административный центр Иткуловского сельсовета.

## История

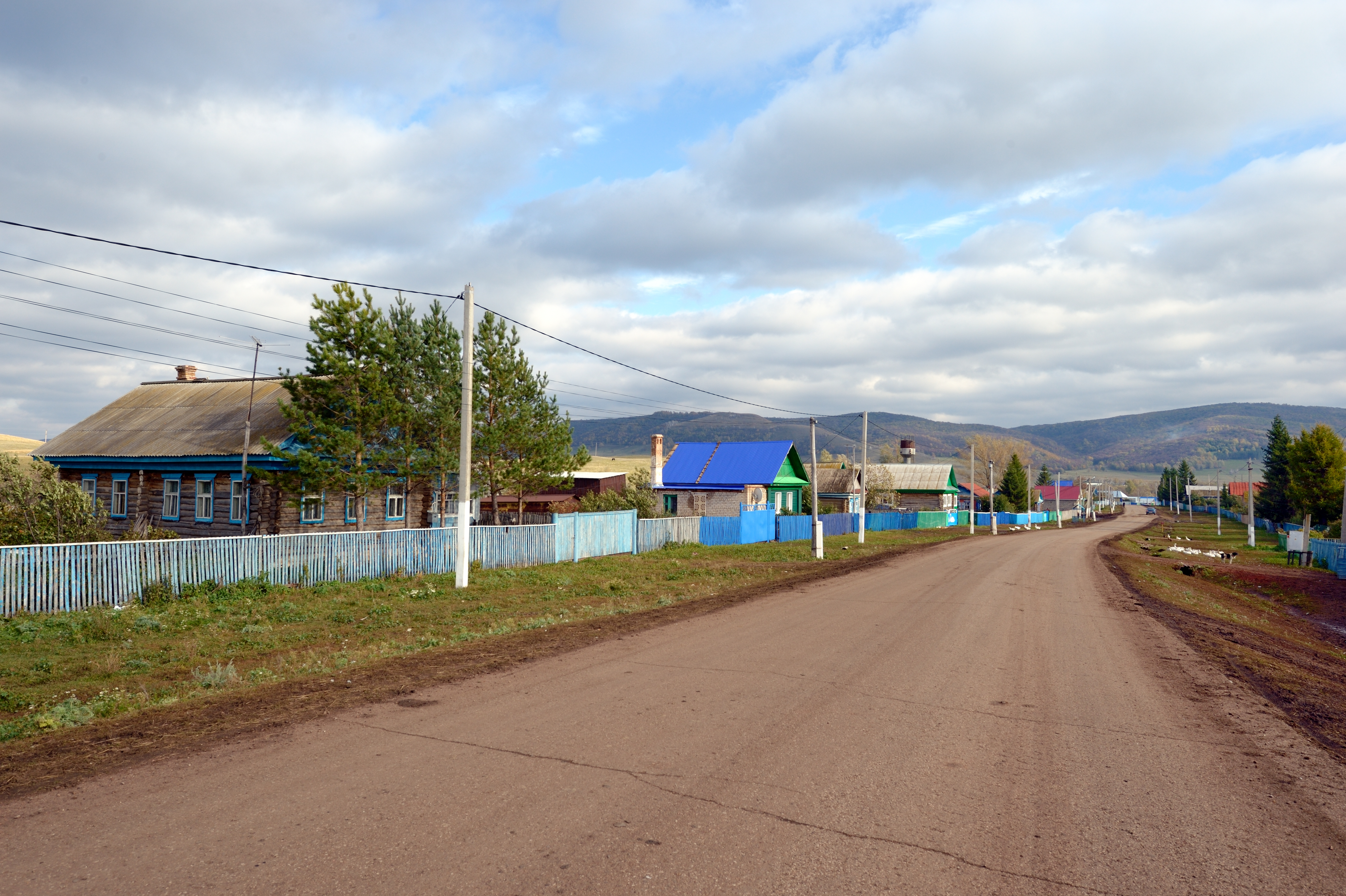
Село Иткулово

Село Иткулово основано в 1774 году азнаевцами из племени Юрматы. Первопоселенец неизвестен. Сын его Сафаргали Иткулов, 1774 года рождения. Внуки Тимербулат, Сынбулат (его сыновья: Фаттахитдин, Хисаметдин).
На улице Мая сохранился дом 1774 года.
Ранее селение входило в Азнаевскую волость (центр — Кусяпкулово).

## Население
| 2002 | 2009 | 2010 |
| ---- | ---- | ---- |
| 879  | ↗923 | ↘888 |

В конце XVIII века деревня состояла из 68 дворов, где проживало 358 человек. В середине XIX века — 76 домов, 644 человека. X ревизия показала коренную деревню из 65 домов с 423 жителями и выселок из 36-дворов, где проживали 290 человек.
В 1920 году в Верхнеиткулово жило 464 человека при 91 доме, в Нижнеиткулово — 541 житель и 123 дома. По переписи 2002 года — 890 жителей и 274 двора.

## Географическое положение
Расположено село на реке Селеук, у плато Арки-Елань, возвышающемся почти на триста метров над селением. Помимо Верхнеиткулово, на другом берегу реки Селеук стоит село Нижнеиткулово, появившееся как часть разросшейся деревни Иткулово.

## Улицы
| - Дружбы, - Заки Валиди - Зелёная | - Кагылчан - Лесная | - Мая - Молодёжная | - Ноября - Селеук | - Центральная - Школьная |

## Известные уроженцы
- Акбутина, Альфия Нусуратовна (род. 9 октября 1955) — башкирская журналистка и переводчица, заслуженный работник культуры Республики Башкортостан (1997).
- Арсланова, Дина Габдрахимовна  (род. 27 июля 1953) — журналистка, заслуженный работник культуры Республики Башкортостан (1998), член Союза журналистов СССР (1978), РФ, РБ.
- Байрамгулов, Набиулла Габдулмананович (1894—1965) — советский государственный деятель, Народный комиссар внутренних дел Башкирской АССР (1930).
- Гайнетдинов, Мавлетбай Сулейманович (14 мая 1938 — 6 июня 2014) — башкирский эстрадный певец, народный артист РБ (1993), заслуженный артист БАССР (1984).
- Юлмухаметов, Ринад Салаватович (род. 17 января 1957) — советский и российский математик, доктор физико-математических наук (1987), профессор (1993), член-корреспондент АН Республики Башкортостан (1992).